# Hyundai i20N Rally1
De Hyundai i20 N Rally1 is een rallyauto ontworpen door Hyundai Motorsport en is sinds 2022 ingezet in het Wereldkampioenschap rally als opvolger van de Hyundai i20 Coupé WRC. Het is een wagen uit de eerste generatie van hybridewagens volgens de nieuwe Rally1-klasse van 2022, als opvolger van de WRC-categorie (World Rally Car).